# Zwierzyniec

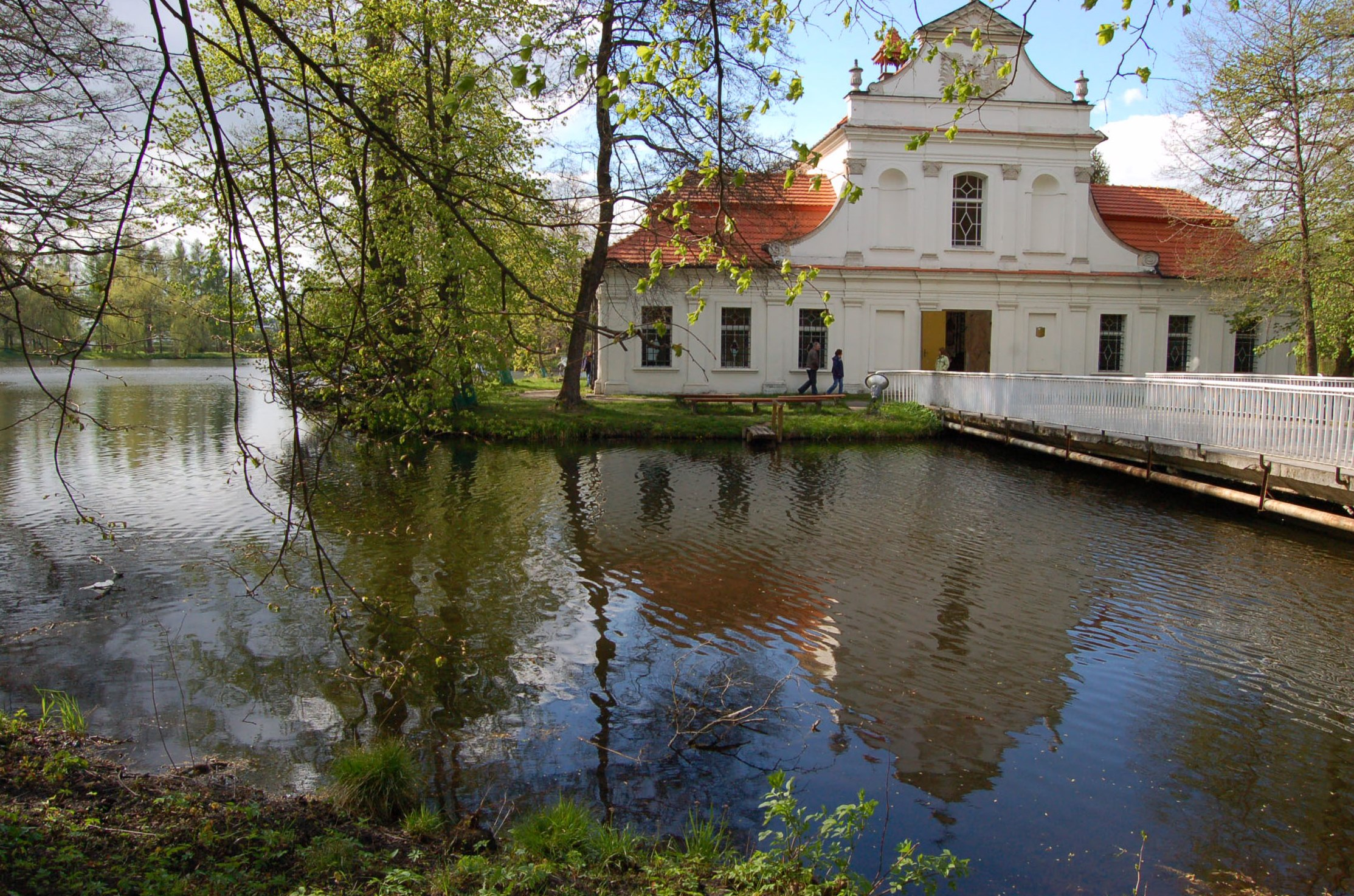
Johann-Nepomuk-Kirche

Zwierzyniec ist eine Stadt im Powiat Zamojski der Woiwodschaft Lublin in Polen. Sie ist Sitz der gleichnamigen Stadt-und-Land-Gemeinde mit etwa 6900 Einwohnern.

## Gemeinde
Zur Stadt-und-Land-Gemeinde gehören neben der Stadt Zwierzyniec weitere zehn Ortschaften mit einem Schulzenamt.